# Erik Ekblad (konstnär)
 Karl Erik Ekblad, född 12 februari 1915 i Sankt Johannes församling, Malmö, död 18 december 1977 i Malmö S:t Johannes församling, var en svensk konstnär.
Han var son till Johan Ekblad och Hilma Mårtensson samt från 1922 gift med Hjördis Grönkvist. Ekblad studerade konst vid Skånska målarskolan i Malmö samt på egen hand. Han medverkade i utställningar med Skånes konstförening separat ställde han ut i bland annat Malmö. Hans konst består av interiörer, porträtt och landskap i olja eller tempera. Erik Ekblad är gravsatt i minneslunden på Östra kyrkogården i Malmö.